# 白鶴林
白 鶴林（ペク・ハンニム、1918年10月 - 2006年10月5日）は、朝鮮民主主義人民共和国の政治家・軍人で、元人民保安相（内務相）、社会安全相。朝鮮民主主義人民共和国国防委員会委員、朝鮮労働党中央軍事委員会委員、朝鮮労働党中央委員会委員、最高人民会議代議員、法制委員会副委員長などを務め、最終階級は次帥。満州出身。

## 経歴
- 1950年 - 朝鮮労働党政治学校卒業
- 1961年 - 社会安全省副相
- 1961年 - 人民武力部政治安全局局長
- 1973年 - 社会安全部副部長
- 1980年 - 朝鮮労働党中央委員会政治局委員
- 1985年 - 社会安全部部長、大将
- 1992年 - 次帥
- 1999年9月5日 - 国防委員、社会安全相
- 2003年7月 - 人民保安相解任